# Alfredo Duvergel
Alfredo Duvergel Adams (Guantánamo, 2 aprile 1968) è un ex pugile cubano.

## Palmarès

### Olimpiadi
- 1 medaglia:
  - 1 argento (Atlanta 1996 nei pesi superwelter)

### Mondiali dilettanti
- 3 medaglie:
  - 1 oro (Budapest 1997 nei pesi superwelter)
  - 2 argenti (Tampere 1993 nei pesi superwelter; Berlino 1995 nei pesi superwelter)

### Giochi panamericani
- 1 medaglia:
  - 1 oro (Mar del Plata 1995 nei pesi superwelter)

### Giochi centramericani e caraibici
- 1 medaglia:
  - 1 oro (Città del Messico 1990 nei pesi superwelter)